# Pernille Vermund
Ann Pernille Vermund Tvede, née le 3 décembre 1975 à Copenhague. Membre du Folketing, elle a cofondé La Nouvelle Droite, qu'elle a dirigé de 2015 à 2023.

## Biographie
Pernille Vermund est diplômée de l'académie royale des beaux-arts du Danemark en 2001. Elle travaille alors comme architecte de 2001 à 2019.
Engagée au sein du Parti populaire conservateur, elle est élue au conseillère municipale d'Elseneur sur la liste du maire sortant Per Tærsbøl lors des élections municipales de novembre 2009. Évoquant des motifs familiaux, elle annonce ne janvier 2012 sa démission en cours de mandat.
Elle est candidate aux élections législatives de juin 2015, mais ne parvient pas à se faire élire au Folketing. Le 7 septembre 2015, elle annonce quitter le Parti populaire conservateur. Elle annonce avec Peter Seier Christensen la création de La Nouvelle Droite le 24 septembre.
Elle est élue députée au Folketing lors des élections législatives de 2019 où La Nouvelle Droite remporte quatre sièges. Elle est réélue pour un second mandat en 2022, année où son parti remporte six sièges.
En janvier 2023, elle annonce son intention de quitter la présidence de La Nouvelle Droite, et de ne pas se représenter aux élections législatives suivantes. Lars Boje Mathiesen lui succède à la tête du parti le 7 février 2023. Un mois plus tard, Boje Mathiesen est exclu du parti et elle se dit prête à en reprendre la présidence. Elle est formellement réélue à son ancien poste en octobre 2023.
Le 10 janvier 2024, elle annonce quitter la présidence du parti dont elle recommande alors la dissolution. Le 17 janvier, elle rejoint l'Alliance libérale. Elle devient alors la porte-parole de l'Alliance libérale sur les questions de politique commerciale et de politique environnementale.